# Jun Kanakubo
Jun Kanakubo (jap. 金久保 順 Kanakubo Jun; ur. 26 lipca 1987) – japoński piłkarz występujący na pozycji pomocnika. Obecnie występuje w Vegalta Sendai.

## Kariera klubowa
Od 2010 roku występował w klubach Omiya Ardija, Avispa Fukuoka, Kawasaki Frontale i Vegalta Sendai.